# 沖縄ラジオ
沖縄ラジオ株式会社（おきなわラジオ）は、沖縄県沖縄市、うるま市、中頭郡嘉手納町、北谷町、北中城村の各一部地域を放送区域として超短波放送（FM放送）のコミュニティ放送を実施している特定地上基幹放送事業者である。愛称はオキラジ。
企業としてはイベントの企画や音響機器の貸出しなども手がける。

## 概要
2009年（平成21年）3月18日に予備免許交付、同年5月15日に開局。沖縄県で11番目に開局したコミュニティ放送局である。特定地上基幹放送局の呼出名称はミュージックタウンエフエム・オキラジ。
本社・スタジオはコザ・ミュージックタウン内にあり、広場に面したスタジオは大きなガラス張りのオープンスタジオになっている。
編成は24時間放送。全編成のうち、月曜日から金曜日の午後は生放送を中心としている。
インターネット上でのサイマル放送は、2012年（平成24年）10月1日から2017年（平成29年）11月30日まではSimulRadioおよびListenRadio（リスラジ）で同時配信を行なっていた。このうちリスラジでの同時配信は2021年（令和3年）5月1日に再開したものの、2025年（令和7年）2月28日に終了した。生放送番組におけるスタジオ映像同時配信はツイキャス、YouTube、ニコニコ生放送で実施している（外部リンク参照）。

## 主な番組
- わったーシマ情報局 （月・金 14:00 - 15:00）
- HOMELAND☆OKINAWA （月 21:00 - 22:00）
- 佐久田邦彦のうちなーバラエティやんどぅ （水 17:00 - 19:00）
- Vaciloki　El Vacilon Latinoamericano en Okinawa （木 19:00 - 21:00） スペイン語放送。
- スマートフォン王国!! （木 21:00 - 22:00）
- 金曜の夜は・・・ （金 19:00-20:00）
- Melody+ （木 16:00 - 16:30）